# Johan Lorentz Creutz
Johan Lorentz Creutz, född 7 augusti 1652, död 5 februari 1702 i Riga, var en svensk friherre och militär.

## Biografi
Johan Lorentz Creutz var son till Ernst Johan Creutz den äldre och Anna Silfversparre. Han blev student vid Kungliga Akademien i Åbo 1659 och Uppsala universitet 1664. Creutz reste därefter utrikes, kom våren 1672 från Frankrike till Nederländerna och tjänstgjorde som volontär vid nederländska armén. Han blev löjtnant vid Ulfsparres regemente i nederländsk tjänst 1673, innan han 1675 tog avsked och återvände till Sverige. Creutz blev 1675 kapten vid Baranoffs regemente, kapten vid von Börstells regemente samma år och senare under året även major där. Creutz blev överstelöjtnant 1679 och var överste för Björneborgs läns infanteriregemente 1698–1702. Han avled barnlös i Riga och hans kropp fördes senare till Sandhems kyrka där hans huvudbaner uppsattes.